# Campos dos Goytacazes
Campos dos Goytacazes – miasto w południowo-wschodniej Brazylii, w stanie Rio de Janeiro, nad rzeką Paraíba.
Obecnie miasto jest ważnym ośrodkiem gospodarczym; m.in. cementownie, przemysł spożywczy, włókienniczy, chemiczny i skórzany. Centrum przetwórstwa artykułów rolnych.
W pobliżu Campos występują złoża ropy naftowej na szelfie kontynentalnym.
W mieście mają siedzibę kluby piłkarskie Americano FC, Goytacaz FC, Campos AA i CE Rio Branco.